# 第355歩兵師団 (ベトナム陸軍)
第355歩兵師団（Sư đoàn 355 bộ binh）は、ベトナム人民軍（陸軍）の師団の1つ。

## 歴史
- 1979年3月末 - 黄連山省軍事指揮部所属の3個連隊（第192、第194、第254）から師団編成。初代師団長阮文秋
- 1979年5月 - 新編の第6軍に編入。その後、第752歩兵連隊、第468砲兵連隊が増設された。師団は、于代から柑塘一帯に配備され、紅河西岸の防御を担当した。
- 1987年末 - 永富省越池地区に撤収し、工事と農業生産に従事

## 編制
- 第752歩兵連隊　（Trung đoàn 752 bộ binh）
- ？歩兵連隊
- ？歩兵連隊
- 第468砲兵連隊　（Trung đoàn 468 pháo binh）